# Textilkeramik
Textilkeramik är förhistorisk keramik på vars yta ses avtryck av grovt tyg, som lagts kring lerkärlet medan leran ännu var färsk.
Användningen av tyg har ansetts vara ett tekniskt förfarande, kärlen har till exempel tillverkats i en form, ur vilken de lyfts med tillhjälp av tyg. Denna teknik har tillämpats i många världsdelar. I Finland förekommer textilavtryck redan på Kiukaiskulturens lerkärl under stenålderns slutskede, den egentliga textilkeramiken, som kan indelas i ett antal regionala grupper, tillhör emellertid bronsåldern och tidig järnåldern; den har sina närmaste motsvarigheter i Karelen och centrala Ryssland fram till floderna Okas och Volgas övre lopp. Den finsk-karelska kretsens keramik kallas ofta textilkeramik av Sarsa-Tomitsa typ. Inom de textilkeramiska grupperna förekommer textilavtryck på omkring 25 % av alla kärl, som därtill ytterligare kan vara dekorerade med gropar eller kamstämplar eller ha en skrapad yta som påminner om textilavtryck. 